# Berard Toshio Oshikawa
Berard Toshio Oshikawa OFMConv (japonês ベ ラ ル ド 押川 壽夫, Naze (hoje: Amami), Prefeitura de Kagoshima, 25 de março de 1941 [1]) é um clérigo religioso japonês e bispo católico romano emérito de Naha.
Berard Toshio Oshikawa ingressou na Ordem Menorita e foi ordenado sacerdote em 21 de dezembro de 1967. 
O Papa João Paulo II o nomeou Bispo de Naha em 24 de janeiro de 1997. O ex-bispo de Naha, Peter Baptist Tadamarō Ishigami OFMCap, o ordenou bispo em 24 de janeiro de 1997 do mesmo ano; Os co-consagradores foram Stephen Fumio Hamao, Bispo de Yokohama, e Paul Shinichi Itonaga, Bispo de Kagoshima.
O Papa Francisco aceitou sua aposentadoria em 9 de dezembro de 2017.